# Academia Ecuatoguineana de la Lengua Española
La Academia Ecuatoguineana de la Lengua Española es una institución ecuatoguineana que reúne a un grupo de académicos y expertos en el uso de la lengua española en ese país. Desde el 19 de marzo de 2016 pertenece a la Asociación de Academias de la Lengua Española.

## Contexto
España era la responsable administrativa de las colonias en el golfo de Guinea obtenidas en 1778 e integradas formalmente en el Virreinato del Río de la Plata (fundado en 1776). El BOE del 30 de diciembre de 1963 publicaba tanto la «Ley 191/1963, de 20 de diciembre, de Bases sobre el régimen autónomo de la Guinea Ecuatorial» como la ratificación del «Convenio Multilateral sobre Asociación de Academias de la Lengua Española», el cual considera que «es obligación de los Estados fomentar la cultura de sus pueblos y atender a la defensa de su patrimonio espiritual, particularmente de su lengua patria […] Cada uno de los Gobiernos signatarios se compromete a prestar apoyo moral y económico a su respectiva Academia nacional de la Lengua Española, o sea a proporcionarle una sede y una suma adecuada para su funcionamiento». Si bien se establecía la obligatoriedad para los Administradores territoriales de acreditar conocimiento de idiomas indígenas a partir de la 2.ª campaña, bonificaciones por conocimiento y acreditación «ante Tribunal competente designado por el Gobernador general y mediante-examen oral y público», el español era el idioma oficial de la Guinea Española, durante la administración colonial, manteniéndose tras la independencia del territorio, con la Constitución de 1968. En esa línea, la Constitución de 1991, y la actual de 2012 en su articulado establecen y mantienen la oficialidad del español.
Desde 2009, Guinea Ecuatorial participa en la Cumbre Iberoamericana en condición de Estado asociado por su vínculo cultural y lingüístico con los países de Hispanoamérica y se espera que sea miembro de pleno derecho con el tiempo; de hecho, Guinea Ecuatorial es miembro de la Organización de Estados Iberoamericanos desde 1979.

## Historia

### Antecedentes
Como temprano precedente, ya en la junta celebrada el 28 de febrero de 1963, la Real Academia Española había elegido a Iñigo de Aránzadi como académico correspondiente (1963-2003) en Río Muni, siendo promotor de una primera incorporación de ecuatoguineanismos al Diccionario de la RAE.
Igualmente, en 1969, con el territorio ecuatorial ya independizado y constituido como República, el convenio de Cooperación Cultural entre Guinea Ecuatorial y España reconocía la «importancia primordial de los valores culturales de los países soberanos - unidos por el lazo indisoluble de la lengua, como vehículo de expresión común - y tratando de investigar, fomentar y revalorizar dichos valores, para su enseñanza y difusión popular», de ahí que el desaparecido Centro Cultural Hispano-Guineano (1981-2002) contara como una de sus líneas prioritarias la docencia e investigación de las lenguas ecuatoguineanas, español incluido, así como un filólogo y académico (Germán Granda) y un comunicador (Donato Ndongo) como primeros codirectores.
En ese sentido, las recomendaciones finales del I Congreso Internacional Hispano-africano de Cultura, celebrado en la ciudad de Bata el 4 de junio de 1984, ya recogía el llamado a la «creación de la Academia Ecuatoguineana de la Lengua Española. Como es usual, esta Academia solicitará, en su día, el carácter de correspondiente de la Real Academia Española y el envío de un representante, como miembro de la Comisión Permanente de las Academias, de acuerdo con los Estatutos de todas ellas».
En 2007, la Real Academia Española invitó al XIII Congreso de la Asociación de Academias de la Lengua Española a dos intelectuales de Guinea Ecuatorial a modo de un primer acercamiento con la idea de nombrarlos correspondientes de la RAE, Trinidad Morgades Besari, vicerrectora de la Universidad Nacional de Guinea Ecuatorial (UNGE) y Julián Bibang Oyee, jefe del Departamento de Filología Hispánica en la UNGE.
En julio de 2009, la Real Academia Española incluyó en el plantel de académicos, como Académicos Correspondientes a 5 miembros de Guinea Ecuatorial. Los cinco académicos eran Julián Bibang Oyee; Trinidad Morgades Besari; Federico Edjoo Ovono, embajador ecuatoguineano en Francia; Agustín Nze Nfumu, embajador ecuatoguineano en el Reino Unido, y Leandro Mbomio Nsue, presidente del Consejo de Investigaciones Científicas y Tecnológicas de Guinea Ecuatorial (CICTE), planteándose este embrionario núcleo de Académicos Correspondientes de la RAE en Guinea Ecuatorial, como los cimientos de una futura Academia Ecuatoguineana de la Lengua Española.

### Fundación
El 29 de abril de 2013, durante la Cuarta reunión del Consejo Interministerial del Gobierno ecuatoguineano, en la que participaron el primer ministro del Gobierno, Vicente Ehate Tomi, el segundo vice primer ministro, Alfonso Nsue Mokuy, y Agustín Nze Nfumu, para entonces titular de Información, Prensa y Radio, se abordó y aprobó el anteproyecto de decreto presidencial por el que se creaba la Academia Ecuatoguineana de la Lengua Española.

El establecimiento de la institución se inició en octubre de 2013, mediante el Decreto Presidencial número 163/2013, del 8 de octubre, a propuesta de los Académicos Correspondientes Trinidad Morgades Besari, Julián Bibang Oye, Agustín Nze Nfumu y Federico Edjo Ovono (nótese que el quinto Académico Correspondiente, Leandro Mbomio Nsue, falleció a finales de 2012): 
Siendo el idioma español uno de los principales rasgos de la identidad cultural ecuatoguineana, surge la necesidad de crear estructuras y forjar mecanismos para depurar, fijar y dar brillo a esta lengua. […] como corporación docta, autónoma, de interés público, con personalidad jurídica propia y plena capacidad civil para todos los efectos legales en el ámbito de sus competencias. La Academia Ecuatoguineana de la Lengua Española (AEGLE), orgánica y funcionalmente estará adscrita a la Presidencia del Gobierno.
Finalmente, el presidente de Guinea Ecuatorial, Teodoro Obiang, aprobó a mediados de enero de 2014 el memorándum de creación de la Academia Ecuatoguineana de la Lengua Española, según lo anunció en España el director de la Real Academia Española, José Manuel Blecua Perdices, quien también anunció que por primera vez el Diccionario de la RAE contendría términos del español de Guinea Ecuatorial.
El 24 de enero de 2014, Agustín Nze Nfumu y Federico Edjo Ovono, presentaron a Vicente Ehate Tomi el memorándum aprobado por la Presidencia de la República, que el Ejecutivo debe materializar para la apertura de la AEGLE. En abril de ese mismo año Teodoro Obiang fue invitado a dar unas conferencias sobre el español en África en el Instituto Cervantes de Bruselas.
A partir de ese momento, la AEGLE inició el proceso de dotarse de una sede y medios para el inicio efectivo de las actividades que le son propias, manteniéndose, para ello, en contacto y concertación con la Real Academia Española. En ese sentido, se iniciaron los trámites para su admisión en el seno la Asociación de Academias de la Lengua Española (ASALE), de conformidad con el artículo 26 de sus Estatutos aprobados en 2007. En abril de 2015, se anunció que se esperaba la incorporación de la AEGLE a la ASALE durante el VII Congreso Internacional de la Lengua Española, a celebrarse en Puerto Rico en 2016.
El 25 de junio de 2015, el pleno de la Real Academia Española elige académicos correspondientes extranjeros de la RAE en Guinea Ecuatorial a Justo Bolekia Boleká, Armando Zamora Segorbe, José Francisco Eteo Soriso, María Nsue Angüe y Maximiliano Nkogo Esono.
El 24 de noviembre de 2015, durante el XV Congreso de la ASALE en México, la Academia Ecuatoguineana de la Lengua Española solicitó formalmente ingresar en la Asociación de Academias de la Lengua Española.
Finalmente, el 19 de marzo de 2016, fue admitida como miembro de la ASALE.
En abril de 2017, el presidente Teodoro Obiang fue nombrado primer Académico Honorario de la Lengua Española en Guinea por la AEGLE.

### Historia
En su primer año de historia, propició la incorporación de 30 ecuatoguineanismos en la 23.ª edición del Diccionario de la lengua española (octubre de 2014), para lo cual cuenta igualmente con becarios de lexicografía a través de los acuerdos de colaboración de ASALE y AECID.
Desde el 23 de abril de 2015 convoca anualmente el Certamen Literario Miguel de Cervantes.
En abril de 2019, nombró académico correspondiente a Darío Villanueva
En un esfuerzo por ampliar su incidencia, ha generado sendas bibliotecas en su sede de Malabo y en la Antena Regional de Bata (delegación abierta en 2017), así como aulas de lectura en la zona continental.
En julio de 2022, el Instituto Cervantes organizó en el Centro Cultural de España en Malabo la 15.ª Tribuna del Hispanismo, dedicada las hispanismo ecuatoguineano. En la misma, Luis García Montero anunció la "próxima apertura de un observatorio del Español en África con sede en Malabo".
En diciembre de 2024, el director de la Cátedra FUNIBER de Estudios Iberoamericano y de la Iberofonía, Dr. F. Álvaro Durántez, fue elegido académico colaborador de la Academia Ecuatoguineana de la Lengua Española.
También en 2024, la escritora Elsa López -nacida en Guinea Ecuatorial en 1943- fue elegida Académica Honoraria de la Academia Canaria de La Lengua.

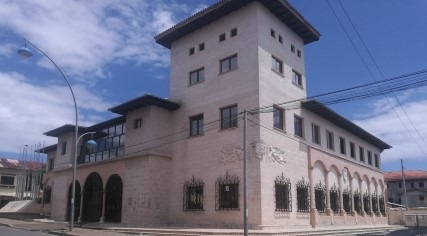
Sede de la Academia Ecuatoguineana de la Lengua Española en el Centro Histórico de Malabo.
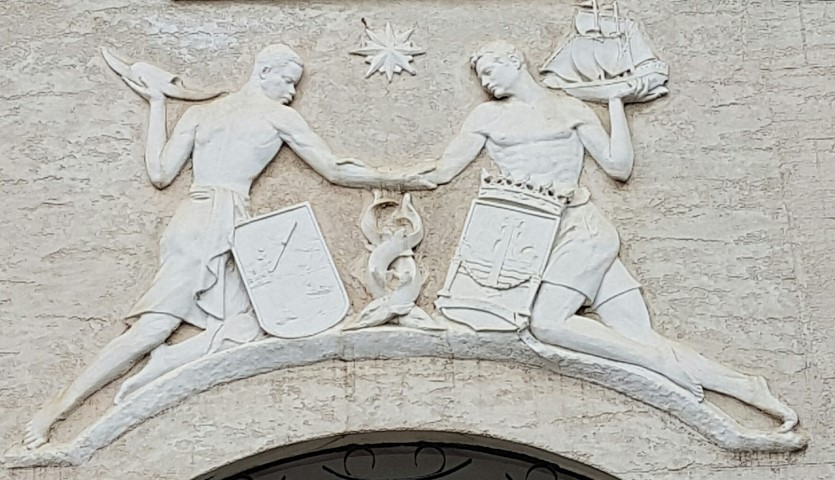
Relieves en el portal de la AEGLE.
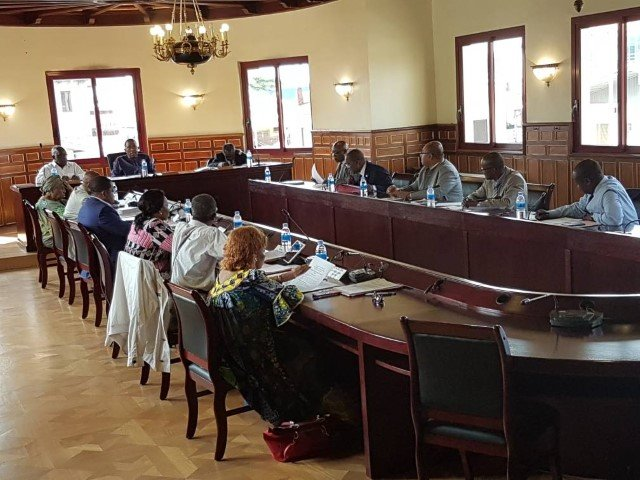
Salón de plenos.
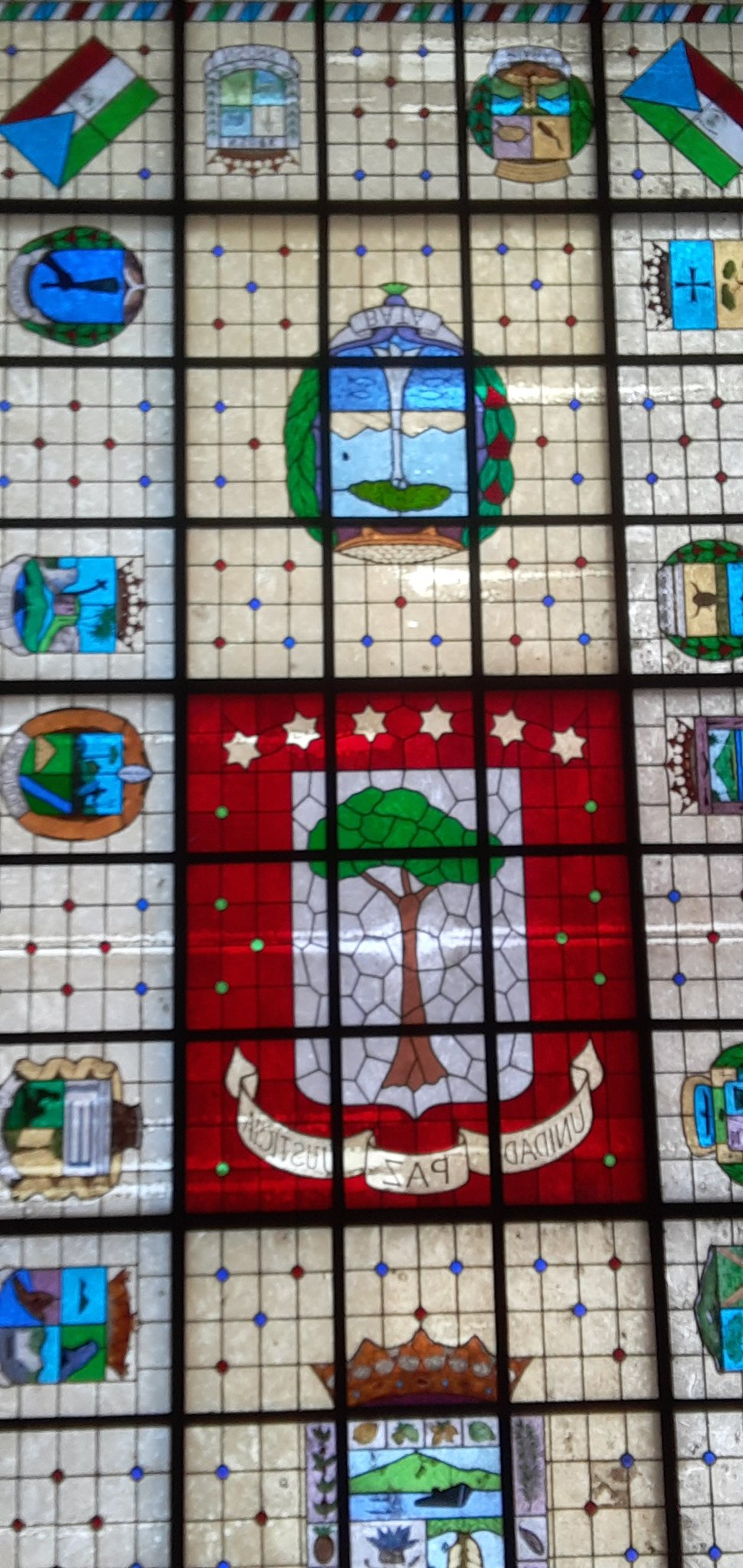
Vidriera escalera interior.
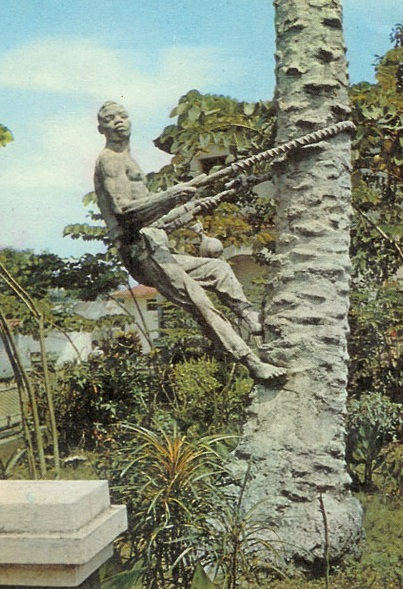
Escultura «Bubi subiendo a una palmera en busca de topé» (1959) de Modesto Gene Roig que preside la entrada ajardinada de la Academia.